# 有害化学物質排出目録制度
有害化学物質排出目録制度（ゆうがいかがくぶっしつはいしゅつもくろくせいど、TRI制度、TRI:Toxic Release Inventory）とは、アメリカ合衆国において事業者が取り扱う化学物質の排出量などの情報公開を行う、いわゆるPRTR制度である。1986年に制定された「緊急対処計画及び地域住民の知る権利法（EPCRA）」に規定される。

## 概要
緊急対処計画及び地域住民の知る権利法は、インドのボパール化学工場事故による環境問題に関する国民意識の高まりから制定された法律であり、その内TRI制度は環境情報を公開することで地域住民とリスクコミュニケーションを図るものである。有害科学物質を所定の規定量を超えて使用する施設は、その種別、性質、貯蔵量、保管方法、排出量等をアメリカ合衆国環境保護庁と指定州機関への報告を義務付けられる。これをアメリカ合衆国環境保護庁はTRIデータとして取りまとめ公開する。
TRI制度の導入により、従来の法律による直接規制では成しえない有害化学物質排出量の削減が発揮できたため、アメリカ合衆国環境保護庁は企業の自主的取組みによる削減として、33/50プログラム（1988年を基準として有害化学物質排出量を1992年までに33%削減、1995年までに50%削減）を試験的にTRIの中から17物質を対象として実施した。すると、1988年の排出量14.96億ポンドが1992年には8.98億ポンド（40%削減達成）、1995年には6.72億ポンド（55.1%削減達成）と完全に目標達成した。
環境情報の公開によって自主的な環境負荷の低減が実現され、企業における排出量の削減の取組みは地域住民の信頼を得ることになり、企業コストの削減にも繋がった。